# Puyo Pop
Puyo Pop (Puyo Puyo in Japon) är en serie pusselspel där spelaren skall para ihop fallande objekt (puyos) efter färg. Spelet är jämförbart med Dr. Mario och Tetris.

## Spelprincip
När fyra eller fler puyos av samma färg angränsar till varandra lodrätt eller vågrätt (inte diagonalt) så spricker alla i den gruppen och försvinner. De röda pjäserna markerade med A bildar sådana grupper i bild 1 och 2, men inte i bild 3:
När puyos försvinner så faller de som ligger ovanför rakt ner tills de landar på en annan puyo eller botten av skärmen.

## Versioner
Spelet finns i olika utförande till ett flertal spelenheter, bl.a. följande:

### Arkad
- Puyo Pop Fever

### Dreamcast
- Puyo Pop Fever

### Game Boy Advance
- Puyo Pop
- Puyo Pop Fever

### Gamecube
- Puyo Pop Fever

### Macintosh
- Puyo Pop Fever

### N-Gage
- Puyo Pop

### Neo Geo Pocket Color
- Puyo Pop

### Nintendo DS
- Puyo Pop Fever
- Puyo Pop Fever 2

### PC
- Puyo Pop Fever

### Playstation 2
- Puyo Pop Fever
- Puyo Pop Fever 2

### Playstation Portable
- Puyo Pop Fever
- Puyo Pop Fever 2

### Xbox
- Puyo Pop Fever